# Сон (танец)
Сон — танец, зародившийся на Кубе и получивший известность в мире в начале 1930-х годов.
Сон танцуют в паре, но в зависимости от стиля танец имеет различный темп и рисунок танца может начинаться с различных счетов.
Стилей сона довольно много, однако большая часть из них потерялась во времени.
Наиболее популярным является мнение, что сон танцуется на contra tiempo — шаг на 2 или 6.
Иногда используется добавочный тэп или мягкий перенос веса на один из счетов.
Son Montuno — это музыка, отдельный музыкальный стиль, созданный Аресенио Родригесом.

## Стили танца
SON URBANO — городской стиль Сона.
Son Campesino — сельский стиль Сона.

### Son Guaracha
Сон гуарача — быстрый танец, популярным шагом в танце является шаг Cajon (перекрестный шаг, с мягким переносом веса между шагами).

### Son Сhangüí
Сон чангуи — один из малопопулярных стилей сона, эта вариация возникла на северо-востоке города Guantánamo в муниципальных округах Salvador, Yateras и Manuel Tames.
На текущий момент танец сохранился только в памяти этих округов и танцоров-профессионалов, которые специализируются на этом направлении.
Основной шаг делается с подпружиниванием, в отличие от остальных стилей.